# Figeholm
Figeholm är en tätort i Oskarshamns kommun i Kalmar län.
I Figeholm finns Sjöräddningssällskapets Räddningsstation Simpevarp.
Kärnkraftverket OKG ligger i närheten av samhället.

## Historik
Figeholm var en ort i Misterhults socken och lydköping från 1741 till 1864 under Västerviks stad och Kalmar stad. Vid kommunreformen 1862 bildades ingen köpingskommun för orten, men 1878 bröts Figeholm ur landskommunen och bildade Figeholms köping. Köpingen återgick 1952 i Misterhults landskommun, som 1967 uppgick i Oskarshamns stad.
Figeholm tillhör Misterhults församling.

### Befolkningsutveckling
| Befolkningsutvecklingen i Figeholm 1960–2020 | Befolkningsutvecklingen i Figeholm 1960–2020 | Befolkningsutvecklingen i Figeholm 1960–2020 | Befolkningsutvecklingen i Figeholm 1960–2020 | Befolkningsutvecklingen i Figeholm 1960–2020 |
| -------------------------------------------- | -------------------------------------------- | -------------------------------------------- | -------------------------------------------- | -------------------------------------------- |
|                                              |                                              |                                              |                                              |                                              |
| År                                           |                                              |                                              | Folkmängd                                    | Areal (ha)                                   |
| 1960                                         | 1960                                         |                                              | 695                                          |                                              |
| 1965                                         | 1965                                         |                                              | 720                                          |                                              |
| 1970                                         | 1970                                         |                                              | 752                                          |                                              |
| 1975                                         | 1975                                         |                                              | 843                                          |                                              |
| 1980                                         | 1980                                         |                                              | 861                                          |                                              |
| 1990                                         | 1990                                         |                                              | 907                                          | 77                                           |
| 1995                                         | 1995                                         |                                              | 899                                          | 81                                           |
| 2000                                         | 2000                                         |                                              | 839                                          | 81                                           |
| 2005                                         | 2005                                         |                                              | 802                                          | 83                                           |
| 2010                                         | 2010                                         |                                              | 743                                          | 85                                           |
| 2015                                         | 2015                                         |                                              | 730                                          | 107                                          |
| 2020                                         | 2020                                         |                                              | 837                                          | 115                                          |
|                                              |                                              |                                              |                                              |                                              |

## Samhället
Hamnmagasinet inrymmer Figeholms sjöfartsmuseum.

## Näringsliv
Figeholm domineras av Figeholms bruk och det närbelägna kärnkraftverket OKG. OKG har genom åren bekostat mycket i samhället, bland annat en förbifart norr om Figeholm samt en deltidsbrandkår.

## Bildgalleri

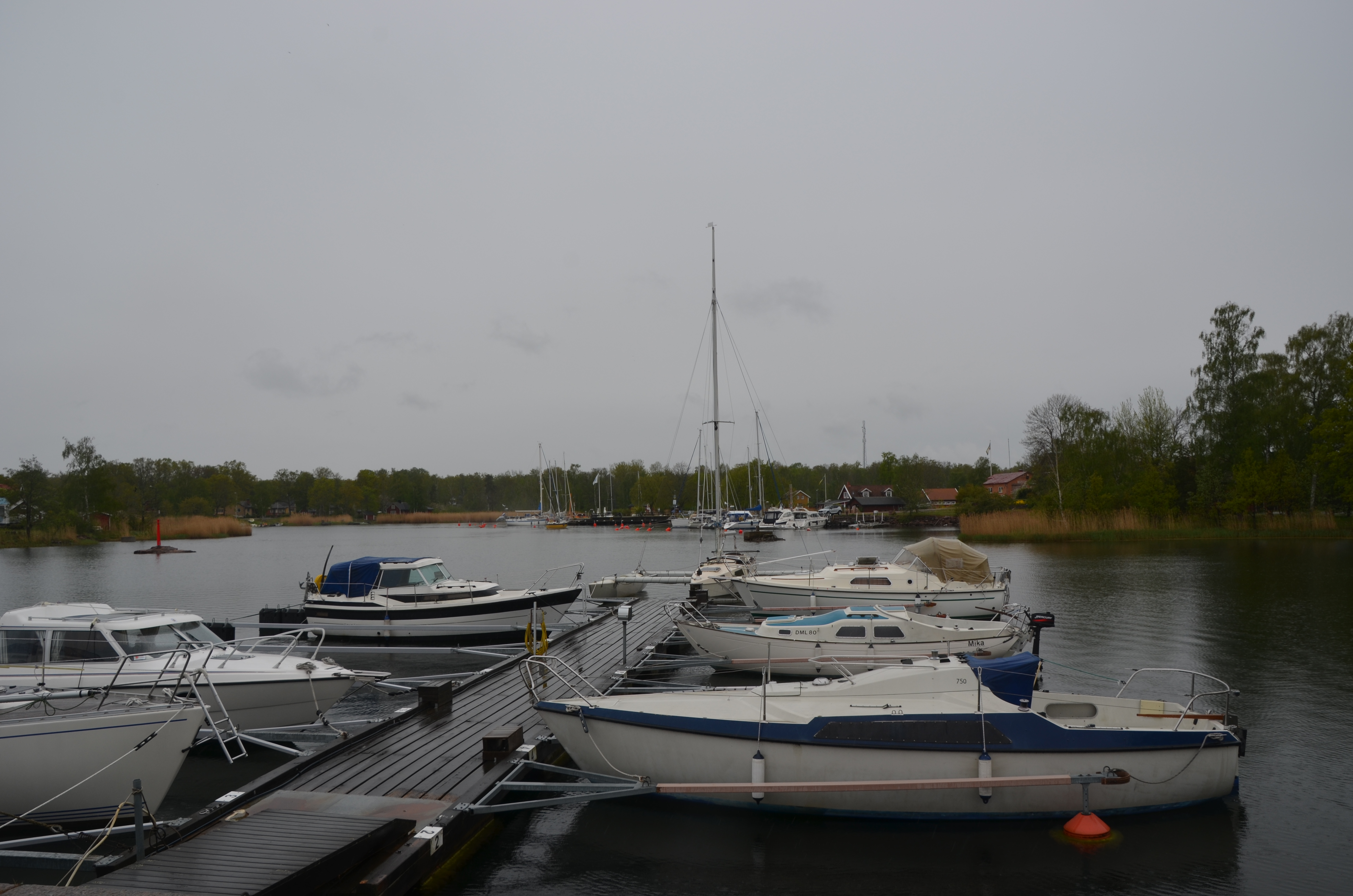
Figeholms hamn
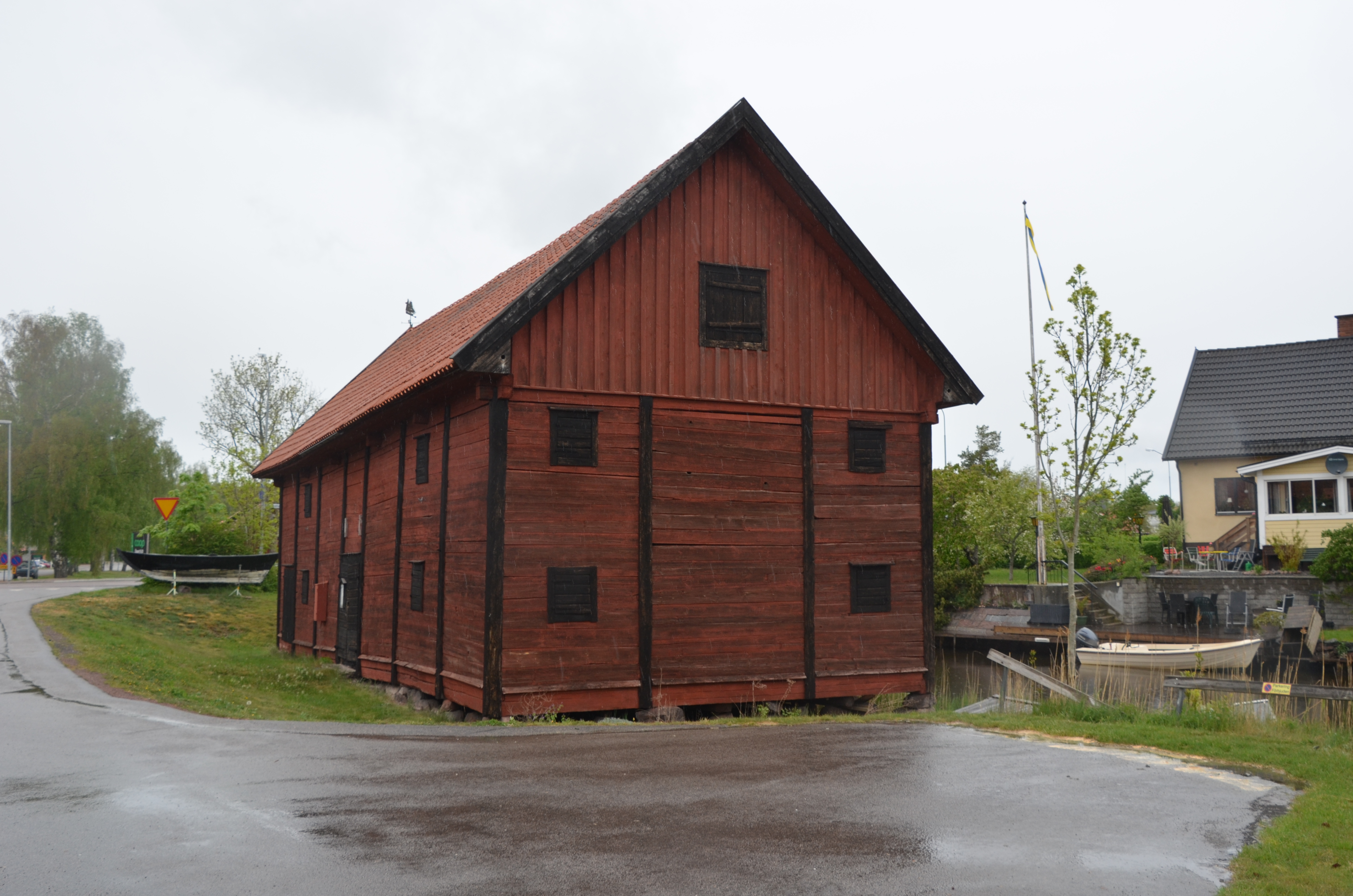
Hamnmagasinet med Figeholms sjöfartsmuseum
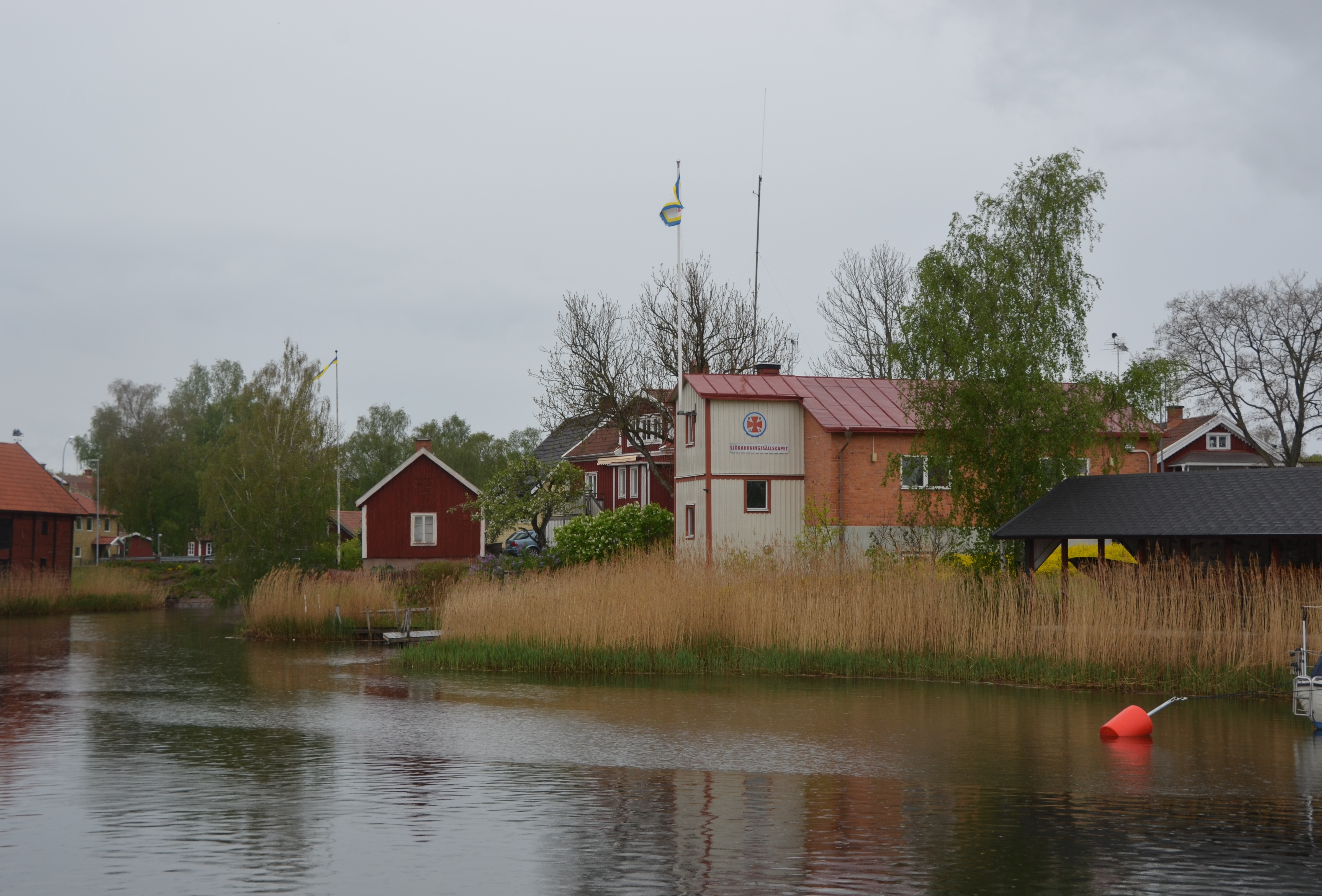
Räddningsstation Simpevarp
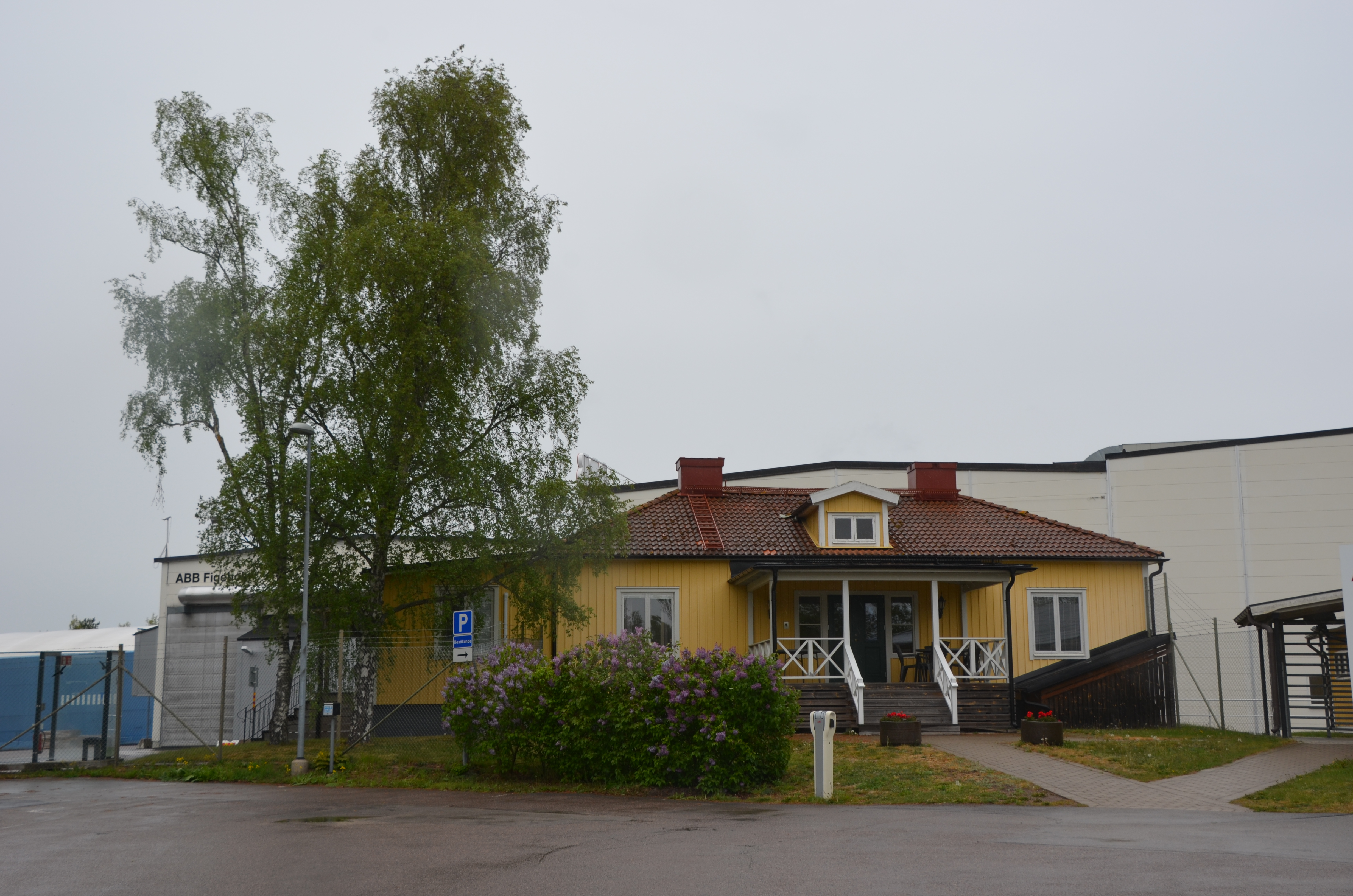
Disponentvillan på Figeholms Bruk